# Mevlja
Mévlja je levi pritok Mislinje iz hribovja med Mislinjsko in Šaleško dolino. Izvira v gozdu pod Višnerskim vrhom (847 m)  in teče kratek čas proti severu, nato se obrne na vzhod in teče skozi razloženo naselje Završe. V spodnjem toku zavije na sever, vstopi v Mislinjsko dolino in teče po njenem jugozahodnem robu do izliva v Mislinjo.
Zgornji del porečja je v manj odpornih ivniških skladih iz srednjega miocena (peščenjak, lapor, konglomerat), v katerih je površje drobno razčlenjeno s številnimi manjšimi grapami in jarki. Dolinsko dno je ozko in večinoma v gozdu, naplavna ravnica se pojavi šele niže ob potoku. Tam se tudi spremeni kamninska podlaga, saj potok priteče na odpornejše triasne kamnine: najprej na zgornjetriasni dolomit in dolvodno na lapornati apnenec iz istega geološkega obdobja. V tem delu je potok napravil krajšo sotesko z razmeroma strmimi pobočji in nekaj deset metrov široko naplavno ravnico. Na vstopu v Mislinjsko dolino ga je močnejša Mislinja s prodnimi naplavinami potisnila tik ob rob doline, tako da se uspe izliti vanjo šele dober kilometer niže.
Potok ima večino časa malo vode in, za razliko od pohorskih pritokov, majhen strmec, zato je dolinsko dno mestoma mokrotno, v zgornjem delu v gozdu, v ostalem v travnikih. Teče po povsem naravni strugi, obdani z obvodnim rastlinjem, v čisti vodi so drstišča potočne postrvi (Salmo trutta).
Ivan Gams navaja, da je bila nekoč ob spodnjem toku speljana mlinščica in ob njej pet mlinov, vendar tega ni niti na starejših avstrijskih zemljevidih niti v franciscejskem katastru.
Dolina je malo poseljena, v njej je nekaj kmetij, v spodnjem delu tudi novejših stanovanjskih hiš. Večinoma so odmaknjene od potoka, saj ta ob močnejših padavinah tudi poplavlja (nazadnje 5. in 6. novembra 2012). V dolini je več manjših vodnih zajetij, v dolomitu nekaj manjših peskokopov. 
Ob izstopu v Mislinjsko dolino prečka dolino manjši viadukt na nekdanji železniški progi Velenje–Dravograd. Zdaj vodi po njem kolesarska pot Štrekna med Otiških Vrhom in Gornjim Doličem.